# Casa Daphnis de Freitas Valle
A Casa Daphnis de Freitas Valle é uma residência, edificada no nº 376 da Rua São Carlos do Pinhal, no bairro da Bela Vista, região central da cidade de São Paulo (Brasil).
Com 739m² de área construída, o casarão é uma das belas e antigas construções da região nos entornos da Avenida Paulista. Construída com base na arquitetura neocolonial, a Casa Daphnis de Freitas Valle faz parte da paisagem histórica do processo de urbanização e crescimento da cidade de São Paulo, na transição entre o período rural e o começo do processo de industrialização. Seu morador inicial, o advogado Daphnis de Freitas Valle, era parte da aristocracia paulistana de então.
Um entre diversos belos casarões da capital paulista, a residência foi construída com base na arquitetura neocolonial. Tendo como base suas características arquitetônicas e históricas para São Paulo, o Conpresp decidiu, em 2013, transformar a Casa Daphnis de Freitas Valle em patrimônio histórico do município. Hoje, a Casa abriga a Funeral Home, empresa de funerais privados.

## História
Projetada pelos arquitetos Guilherme Ernesto Winter e Mario Thomas Barreto Whately em 1928, a casa foi exposta, em 1931, no Congresso de Habitação, representando junto com outras cinco residencias o escritório Mario Whately & Cia. Pensada em estilo neocolonial, a residência abrigou, durante o começo do século XX, o advogado Daphnis de Freitas Valle, graduado em 1919 pela Faculdade de Direito da Universidade de São Paulo, um privilégio de poucos, até então.
A construção da casa fez parte de um processo de urbanização, em que o território do entorno do que hoje é a Avenida Paulista, passou a ser ocupados por grandes casarões, da aristocracia paulistana. A residência representou, arquitetonicamente, culturalmente e historicamente, as construções e os costumes praticados por aqueles que ali viviam durante o período.
O bairro da Bela Vista, àquele momento, concentrou o extrato social e cultural mais elevado da sociedade paulistana, o que se reflete também na Casa Daphnis, que abrigava uma família com grandes propriedades e formação cultural, com possibilidade a arcar com a construção de uma edificação, da elaboração do projeto aos retoques finais, em processo que era restrito a uma esfera muito limitada naquele contexto socioeconômico.
A escolha pelo estilo neocolonial, como em outras residências da região, reflete uma certa relação com a nobreza aristocrática do período da dominação colonial portuguesa no Brasil, visto que esta escola arquitetônica, em sua manifestação no país, representava a nostalgia do período colonial e a manutenção, através de edificações, de preceitos sociais conservadores, como a divisão dos espaços entre patrões e empregados.

## Arquitetura

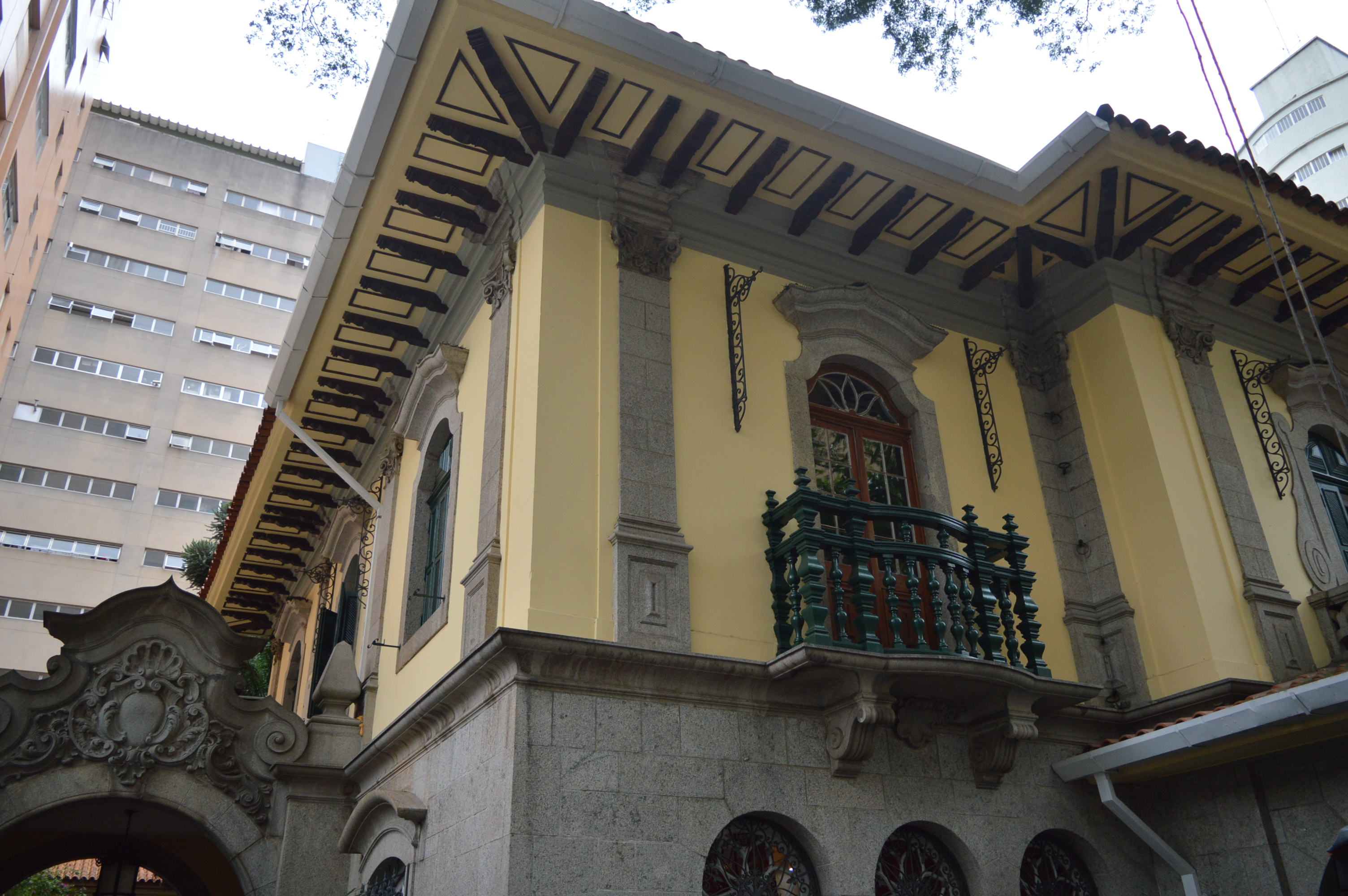
Detalhes arquitetônicos da Casa Daphnis de Freitas Valle

O projeto de construção da residência segue o estilo neocolonial, movimento artístico e estético do Século XX que, em sua manifestação no Brasil, buscava constituir uma arte genuinamente nacional. Em São Paulo, deu, em parte, o tom das construções que receberiam a elite cafeeira de então que adotavam os novos centros urbanos, em detrimento das regiões em que mantinham suas fazendas.
A edificação se destaca pelos canteiros de jardins e pela vegetação arbórea e arbustiva. Possui, também, detalhes decorativos e ornamentais de alto requinte, tanto nas fachadas, quanto nos ambientes internos. A própria instituição onde o bacharel que dava nome à residência estudou, a Faculdade de Direito da USP, é um exemplo de arquitetura neocolonial semelhante, que inspirou diversas construções do mesmo segmento.
Outros aspectos arquitetônicos importantes da edificação são a mureta de fecho, os pilares dos portões de entrada e o gradil de ferro trabalhado. Assim vale, também, para a volumetria do imóvel e para as características da edícula, localizada nos fundos do lote.

## Significado Histórico e Cultural
A Casa Daphnis de Freitas Valle tem importância histórica na cidade de São Paulo na medida que é um modelo preservado de um tipo de arquitetura e construção que foi quase extinto. A residência representa um período importante do processo de urbanização e ocupação definitiva do espaço na capital paulista, em um espaço que não foi demolido pela especulação imobiliária e substituído por um prédio.
Não só a demolição dos casarões eliminou uma parte da história da cidade, sobretudo da elite cafeeira, como, também, reduziu a presença de construções neocoloniais, como a Casa Daphnis, o que a torna, ainda mais, um exemplar único a ser preservado.

### Tombamento
Em 2003, reportagem do jornal Folha de S.Paulo cita a Casa Daphnis de Freitas Valle como um dos possíveis locais que se tornariam patrimônios históricos nos anos seguintes. No entanto, o processo só viria a ser concluído dez anos depois, com a Resolução nº 92, de 2013, do Conpresp, órgão de preservação do patrimônio histórico no município de São Paulo.

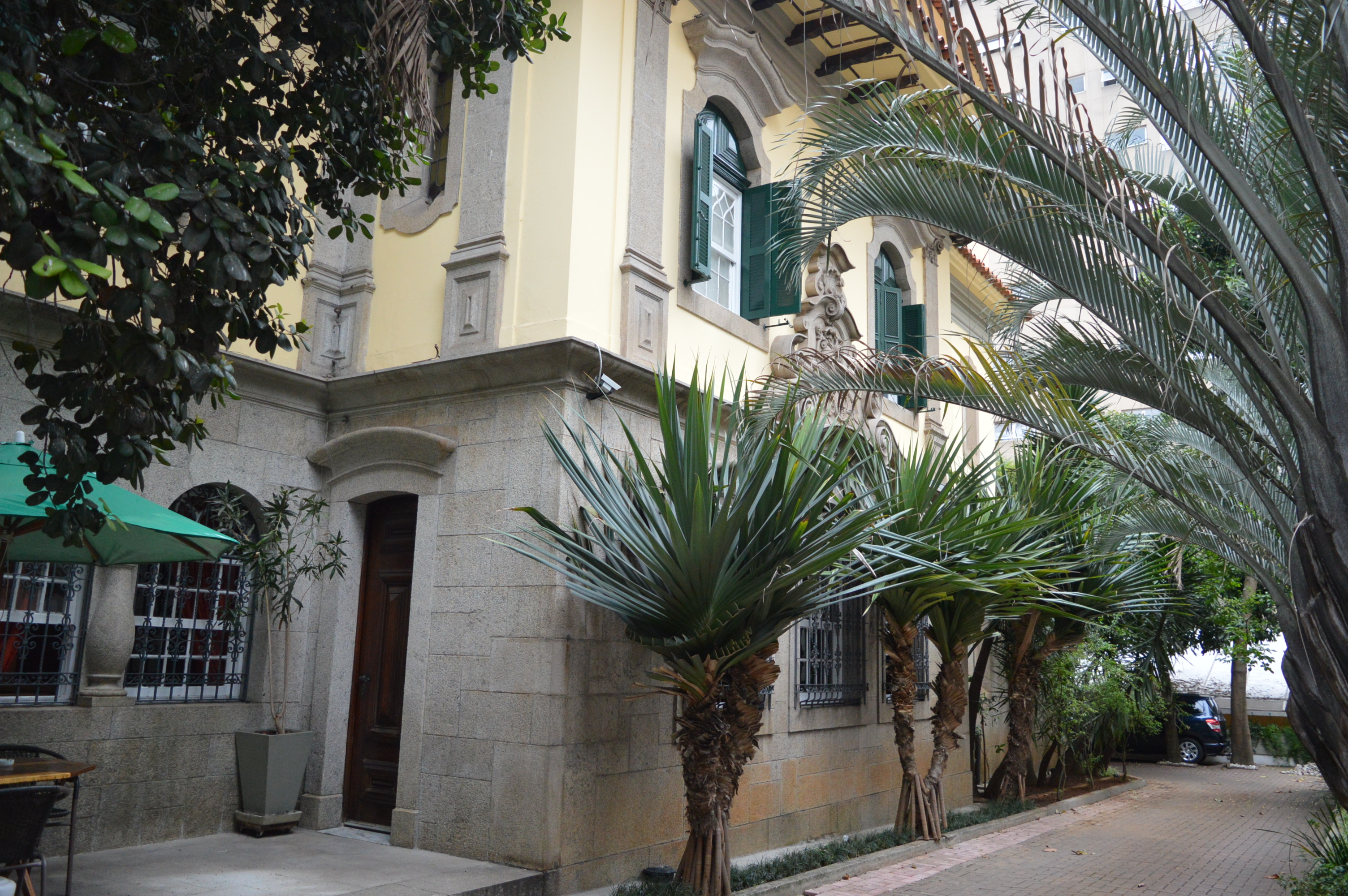
Vista de uma das entradas laterais da Casa Daphnis de Freitas Valle.

A decisão do Conselho levou em conta, em outros fatores, os valor arquitetônico da Casa, sua particularidade em relação às construções antigas que permaneceram na região, seu papel na reprodução de parte da história da cidade, a integridade física que apresentava no momento do tombamento e o valor paisagístico e ambiental. Preservar a residência, por conta desta paisagem, se justifica legalmente por se tratar de uma Zona de Preservação Cultural (ZEPEC), dado o tombamento de todo o bairro da Bela Vista, pela Resolução nº 22, de 2002, do mesmo Conpresp. Segundo a Lei Municipal nº 13.885/2004, Art. 114, ZEPECs são:
"áreas do território destinadas a preservação, recuperação e manutenção do patrimônio histórico, artístico, arqueológico, podendo se configurar como sítios, edifícios ou conjuntos urbanos".
Como decorrências do processo de tombamento, ficou decidido que a Casa Daphnis de Freitas Valle deve ter sua arquitetura interna e externa, bem como a sua divisão interna por cômodos, mantidas, com qualquer alteração, mesmo que pequena, tendo que ser submetida à aprovação do Departamento do Patrimônio Histórico, da Prefeitura de São Paulo. A recuperação de revestimentos, ornamentos internos e externos, da mureta de fecho, dos portões de entrada e dos gradis de ferro só pode ser feita se obedecer às condições originais da construção, a fim de aproximá-la do original na inauguração.

## Estado Atual
Desde 2008, a Casa Daphnis de Freitas Valle se tornou uma casa funerária de luxo, fechada ao público em geral e inspirada nos modelos norte-americanos de funerais, os funeral homes. Chamada de Funeral Home, a empresa que assumiu a propriedade da antiga residência utiliza esse modelo de negócio, em que casarões se tornam locais para velamentos de alto luxo, com direito à mordomias para os parentes do falecido.

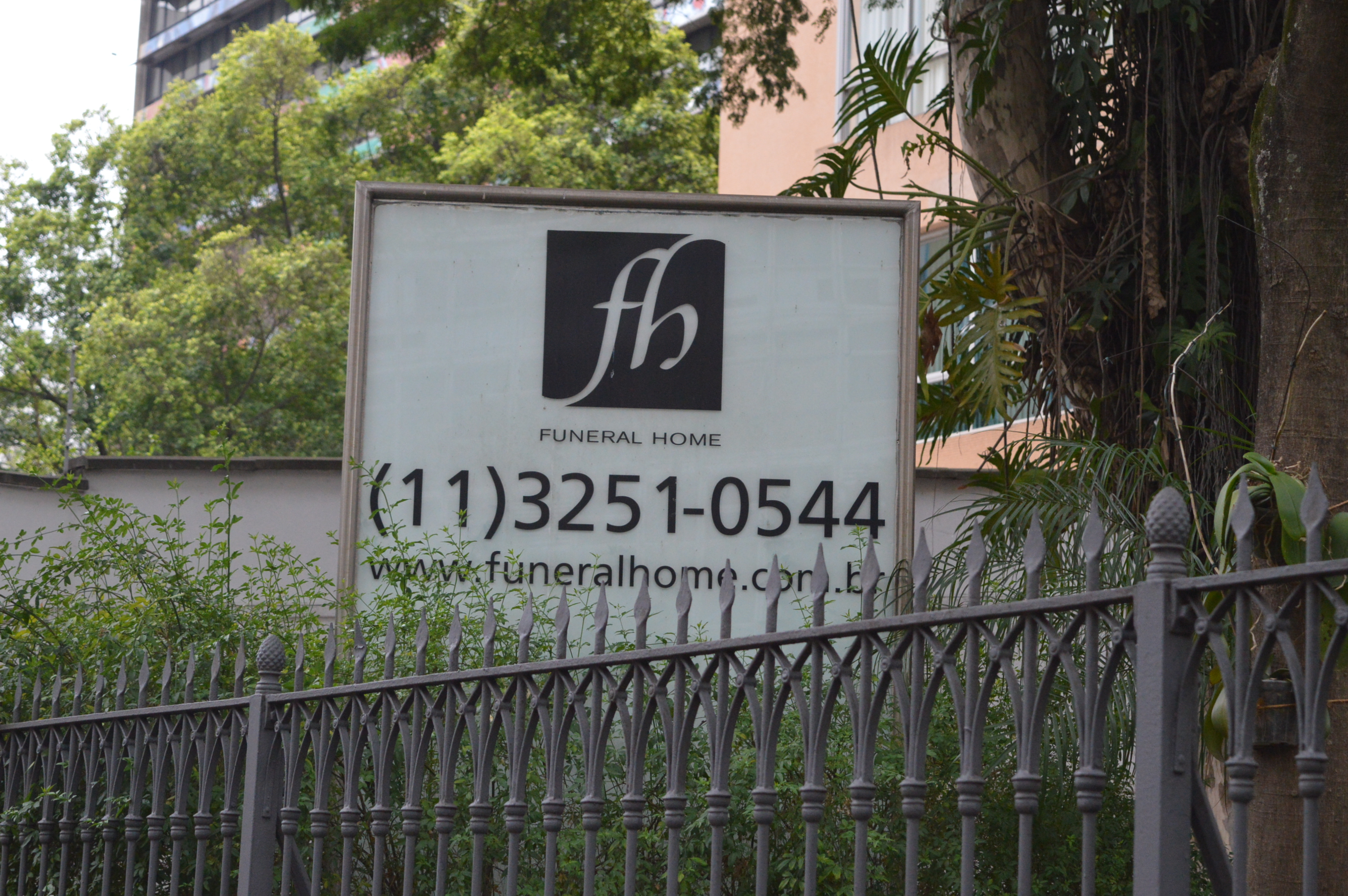
Placa "Funeral Home" na entrada da antiga Casa Daphnis de Freitas Valle

O casarão, com 739 m2 de área construída, comporta até quatro velórios realizados simultaneamente, pois a casa possui quatro salas de velório, todas com nomes de cidades, sendo que cada uma apresenta algumas diferenças. Na sala chamada Roma, as poltronas são vermelhas; em Nova York há uma saída com elevador pela varanda para que o caixão possa passar sem que os familiares e visitantes vejam; na sala São Paulo têm lareira, sofás e espaço externo com capacidade para ombrelones e mesas; e na sala Paris, seus móveis estofados com tecidos adamascado e shantung. 
Os serviços prestados pela Funeral Home são: disponibilidade de carro para o cliente, com possibilidade de motorista; lembrancinhas; três tipos de buffet; maquiagem e/ou reparação facial no cadáver; retrospectiva em vídeo do falecido; transmissão on-line do velório, tanatopaxia; serviços religiosos, sendo que a casa possui capela; organização de missas; decorações nas salas; som ambiente; flores; livro de condolências; sala de descanso com acesso a internet, seja por wi-fi ou computadores da própria funerária; anúncios fúnebres tanto em jornais quanto em rádio;  translado; entrega das cinzas e documentos em domicílio; assistente social; serviços burocráticos. 

## Galeria

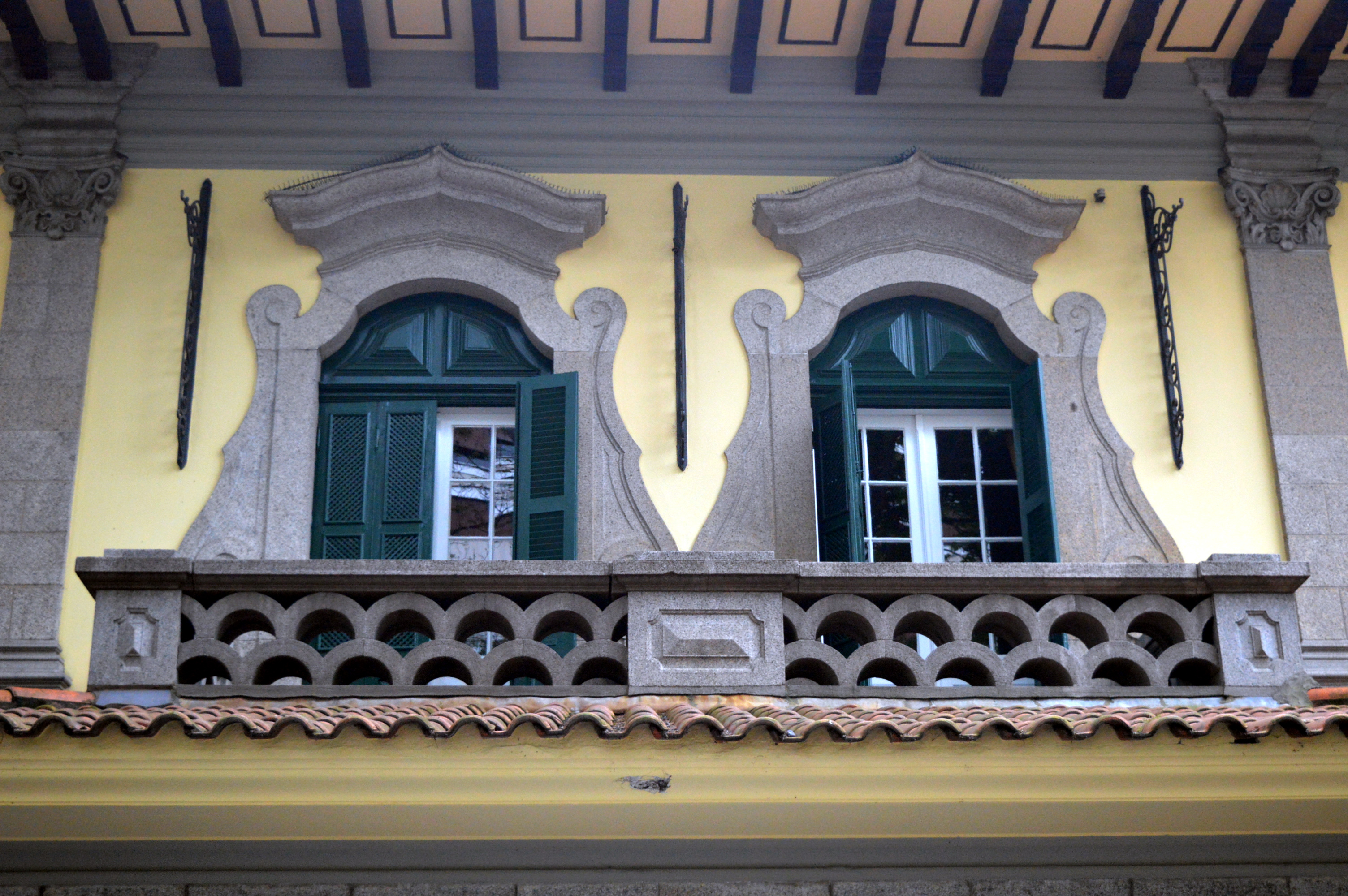
Janelas da fachada da Casa Daphnis
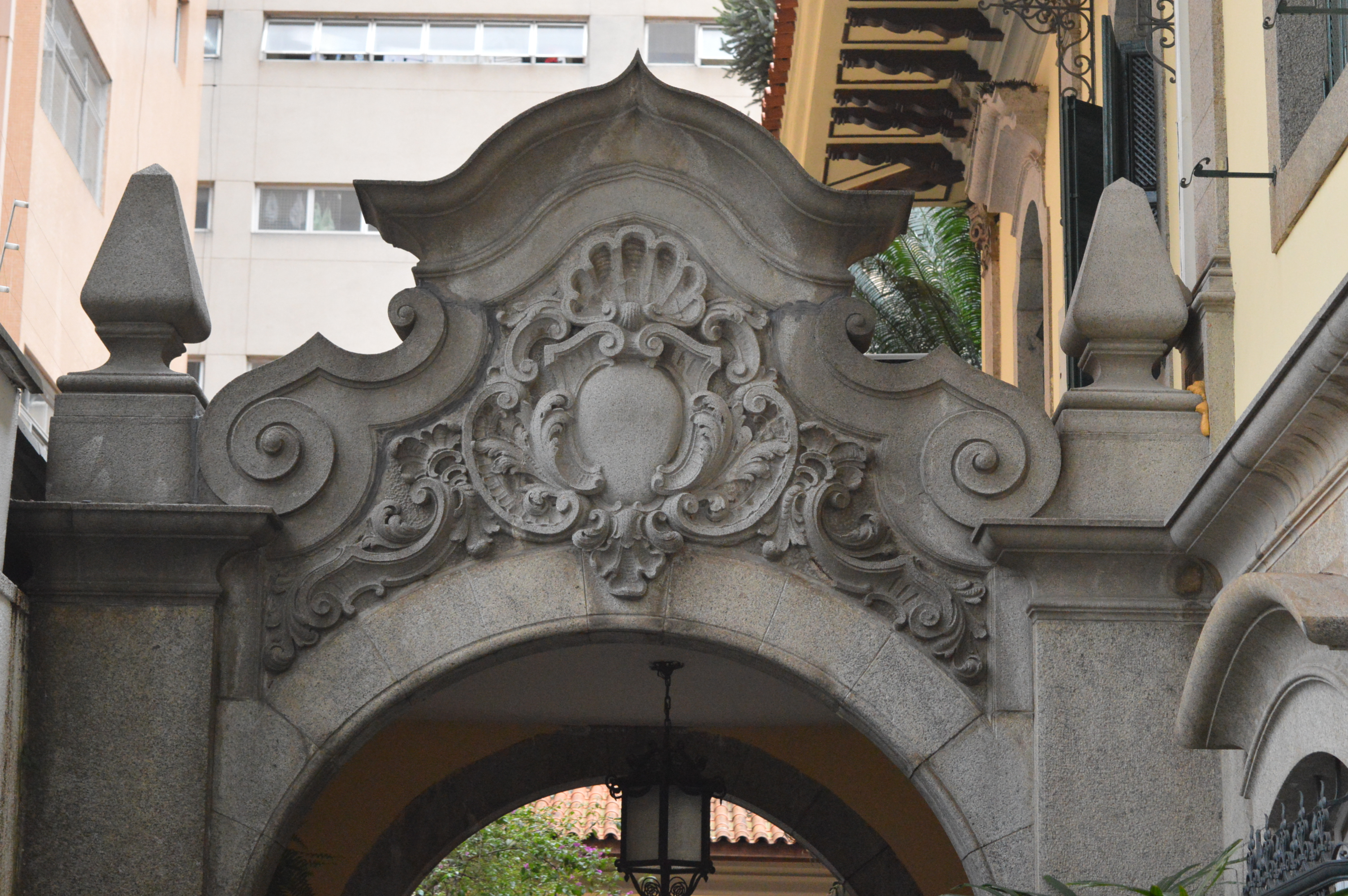
Detalhe de uma das entradas laterais
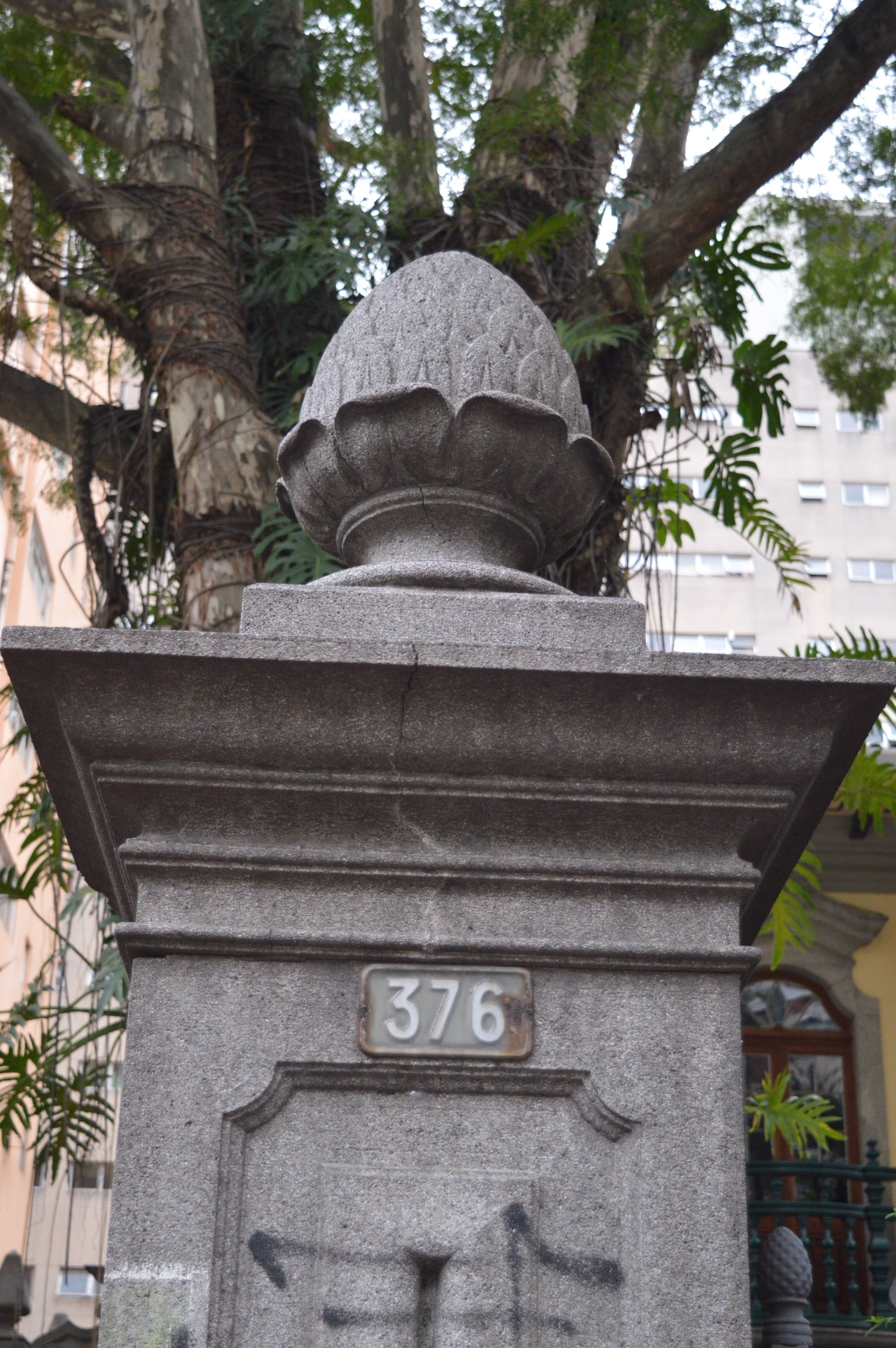
Placa com o número da Casa
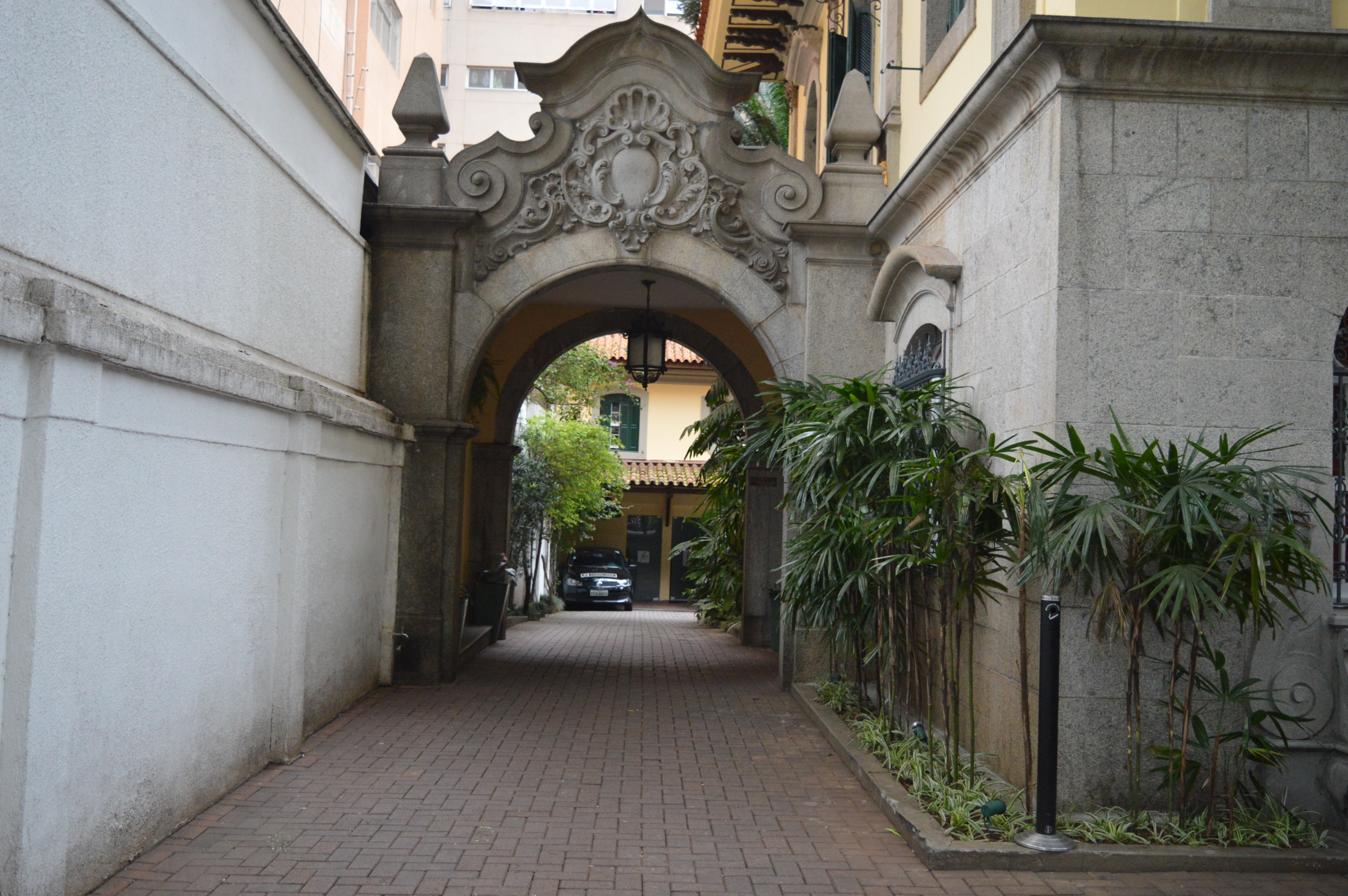
Uma das entradas laterais